# Волкейно (Каліфорнія)
Волкейно (англ. Volcano) — переписна місцевість (CDP) в США, в окрузі Амадор штату Каліфорнія. Населення — 104 особи (2020).

## Географія
Волкейно розташоване за координатами 38°26′44″ пн. ш. 120°37′50″ зх. д. / 38.44556° пн. ш. 120.63056° зх. д. (38.445571, -120.630535).  За даними Бюро перепису населення США в 2010 році переписна місцевість мала площу 3,89 км², уся площа — суходіл.

## Демографія
Згідно з переписом 2010 року, у переписній місцевості мешкало 115 осіб у 55 домогосподарствах у складі 33 родин. Густота населення становила 30 осіб/км².  Було 70 помешкань (18/км²).
Расовий склад населення:
| - 94,8 % — білих - 1,7 % — корінних американців - 1,7 % — азіатів |

До двох чи більше рас належало 1,7 %. Частка іспаномовних становила 6,1 % від усіх жителів.
За віковим діапазоном населення розподілялося таким чином: 17,4 % — особи молодші 18 років, 58,3 % — особи у віці 18—64 років, 24,3 % — особи у віці 65 років та старші. Медіана віку мешканця становила 57,1 року. На 100 осіб жіночої статі у переписній місцевості припадало 98,3 чоловіків;  на 100 жінок у віці від 18 років та старших — 93,9 чоловіків також старших 18 років.
Цивільне працевлаштоване населення становило 20 осіб. Основні галузі зайнятості: мистецтво, розваги та відпочинок — 100,0 %.